# American Warships 2
American Warships 2 (Originaltitel Bermuda Tentacles) ist ein US-amerikanischer Actionfernsehfilm aus dem Jahr 2014 von Nick Lyon. Das Drehbuch verfasste Geoff Meed. In den Hauptrollen sind Trevor Donovan, Linda Hamilton und Jamie Kennedy zu sehen.

## Handlung
Die Air Force One gerät im Gebiet des Bermudadreiecks in einen Sturm. Um das Leben des Präsidenten DeSteno zu retten, wird dieser in eine Rettungskapsel gesetzt und vorzeitig aus dem Flugzeug geworfen. Seine Rettungskapsel landet schließlich 7000 Meter im Meer. Daher schickt die United States Navy in Person von Admiral Hansen ihr bestes Rettungsteam zum Unfallort, um die Rettungskapsel mit dem Präsidenten zu retten. Das Einsatzkommando wird von Offizier Trip Oliver geleitet. Zu seinem Pech sendet die Kapsel nur kurz und daher muss die Flotte tief in das Bermudadreieck vorrücken.
Ein speziell ausgerüstetes Tiefseetauchboot beginnt schließlich mit der Suche. Während des Versuchs die Kapsel mit dem Präsidenten zu bergen, weckt das Team einen monströsen Unterwasser-Ogrot. Dieser bedroht die gesamte Ostküste Amerikas und letztendlich die Welt.

## Rezeption
„Vom Billigproduzent Asylum variierter Grusel-Actionfilm mit viel heroischem Pathos und mäßigen Computertricks.“

Moviepilot schreibt, dass es sich bei dem Film um „eine exzellente Asylum-Trashperle“ handelt.
Im Audience Score, der Zuschauerwertung auf Rotten Tomatoes, hat der Film bei mehr als 50 Abstimmungen eine Wertung von 12 %. In der Internet Movie Database hat der Film bei knapp 3.000 Stimmabgaben eine Wertung von 3,2 von 10,0 möglichen Sternen (Stand: Mai 2024).